# Fissidens radicans
Fissidens radicans är en bladmossart som beskrevs av Montagne 1840. Fissidens radicans ingår i släktet fickmossor, och familjen Fissidentaceae. Inga underarter finns listade i Catalogue of Life.